# Шепелицька волость
Шепелицька волость — адміністративно-територіальна одиниця Радомисльського повіту (з 1919 року - Чорнобильського повіту) Київської губернії з центром у селі Шепеличі.
Станом на 1900 рік складалася з 42 поселень — 26 сіл, 8 хуторів, 4 фільварки, 2 ферми, 1 слобода та 1 урочище. Населення — 16190 осіб.
Поселення волості:
- Нові Шепеличі — казенне село на р. Прип'ять за 135 верст (з 1919 року - за 25 верст) від повітового міста, 1138 осіб, 171 двір, 1 православна церква, поштова земська станція, пароплавна станція, церковно-парафіяльна школа, 2 водяних млини, сільський банк.
- Буряківка — власницьке село за 130 верст (з 1919 року - за 26 верст) від повітового міста, 628 осіб, 100 дворів, 3 вітряки, кузня.
- Великий Корогод — власницьке село за 120 верст (з 1919 року - за 18 верст) від повітового міста, 1455 осіб, 233 двори, православна церква, церковно-парафіяльна школа, 8 вітряків, винокурний завод, паровий млин.
- Жолнірівка — власницьке село за 115 верст (з 1919 року - за 22 версти) від повітового міста, 655 осіб, 88 дворів, 2 вітряки.
- Замошшя — слобода за 110 верст (з 1919 року - за 30 верст) від повітового міста, 611 осіб, 130 дворів, 2 старообряядницькі церкви, поруч жіночий старообрядницький монастир.
- Малий Корогод (з 1919 року - за 18 верст) — власницьке село за 121 версту від повітового міста, 665 осіб, 105 дворів, 2 вітряки, кузня.
- Машів — власницьке село за 155 верст (з 1919 року - за 28 верст) від повітового міста, 687 осіб, 106 дворів, 2 вітряки.
- Старі Шепеличі — власницьке село за 140 верст (з 1919 року - за 30 верст) від повітового міста, 868 осіб, 133 двори, православна церква, 4 вітряки, кузня.
- Товстий Ліс — власницьке село за 126 верст (з 1919 року - за 30 верст) від повітового міста, 1269 осіб, 182 двори, православна церква, 1-класна народна міністерська школа, кузня.
- Хоромне — власницьке село за 150 верст (з 1919 року - за 30 верст) від повітового міста, 811 осіб, 120 двори, школа грамоти, 3 вітряки, топчак.
- Чистогалівка — власницьке село за 130 верст (з 1919 року - за 18 верст) від повітового міста, 1144 особи, 167 дворів, 5 вітрякі, кузня.